# Paraphilie
Pour l’article ayant un titre homophone, voir Paraphylie.
« Perversion sexuelle » redirige ici. Pour les autres significations, voir Perversion (homonymie).
« Déviation sexuelle » redirige ici. Pour le film d'horreur, voir Déviation sexuelle (film).
Une paraphilie (du grec παρά / pará, « auprès de, à côté de » et φιλία / philía, « amitié, amour ») est une pratique sexuelle qui diffère des actes traditionnellement considérés comme normaux, ou le fait d'éprouver une attirance sexuelle considérée comme anormale. Elle n'est donc pas considérée comme un trouble mental, à la différence du trouble paraphilique, qui est diagnostiqué lorsque la paraphilie cause une détresse ou une altération cliniquement significative dans la vie de la personne, ou lorsqu'elle entraîne des comportements qui nuisent à autrui. L'acceptation des paraphilies varie selon les pays, et des pratiques que la loi proscrit peuvent être classées comme des délits ou des crimes sexuels.

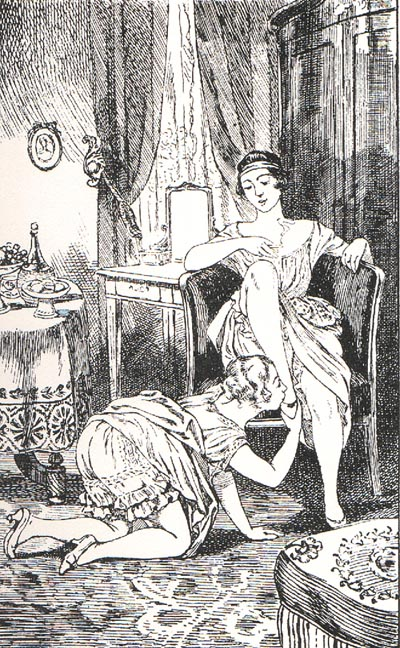
Dessin de Martin van Maële. Illustration de l'ouvrage de Pierre Mac Orlan, La Comtesse au fouet, Jean Fort, coll, Paris, 1926.

Le terme de « paraphilie » a été proposé par Friedrich Salomon Krauss (en) en 1903. Il est utilisé dans certains milieux psychiatriques aux États-Unis à la place du mot « perversion », considéré comme péjoratif. Le sexologue néo-zélandais John Money l’a popularisé dans les années 1970 en tant que désignation non péjorative pour classifier « les intérêts sexuels inhabituels »,,,. Il décrit la paraphilie comme un « embellissement sexo-érotique, ou alternative à la norme officielle idéologique ».
Avant l'introduction du terme « paraphilie » dans le DSM-III (1980), le terme de « déviance sexuelle » était utilisé pour classifier la plupart des paraphilies dans les deux premières éditions du manuel , décrivant les paraphilies en tant que « fantaisie, désir ou comportement sexuellement intense » incluant notamment et généralement des attirances pour des pratiques telles que l'exhibitionnisme, l'utilisation d'objets inanimés, le non-consentement d'une personne et, donc, le viol, le fétichisme, le frotteurisme, la pédophilie, le masochisme, le sadisme sexuel, le travestissement fétichiste ou le voyeurisme pathologique.
Les paraphilies doivent être distinguées notamment des problèmes psychiques et comportementaux associés au développement psychosexuel, ou des dysfonctionnements sexuels.

## Généralité

### Liste de paraphilies
En 2018, le Manuel diagnostique et statistique des troubles mentaux (DSM) liste huit paraphilies majeures[source insuffisante],. Selon cet ouvrage, pour qu'une paraphilie soit diagnostiquée, l'objet de la déviance doit être la seule source de gratification sexuelle pendant une période d'au moins six mois et doit causer « une détresse clinique notable ou un handicap dans le domaine social, professionnel ou autres domaines fonctionnels importants », ou impliquer une violation du consentement d'autrui. Le DSM classe également une large liste de paraphilies.

## Perceptions cliniques

### Principe contestable
Apparu dans le volumineux ouvrage de Richard von Krafft-Ebing (1840-1902) dans Psychopatia sexualis (1886), l’idée même d’une systématique du comportement sexuel s’apparentant à la notion de perversion est aujourd’hui très contestée : le « véritable » paraphile devant a fortiori, en tant que psychopathe/sociopathe, satisfaire l'objet de sa déviance pour s’exciter sexuellement.
La question de la paraphilie peut être abordée sous l’angle social et ses limites s’intègrent à une interrogation juridique. Le philosophe Michel Onfray, dans son ouvrage intitulé Le souci des plaisirs. Construction d'une érotique solaire, propose de contrer cette démarche en se réorientant sur la notion de contrat intersubjectif s’approchant de celle adoptée par Charles Fourier en 1817 dans Le Nouveau Monde amoureux : l’utopiste admet qu’il existe une infinité de sexualités et de fantasmes mais que les individus peuvent « compléter » tout en sachant que « ce qui fait plaisir à plusieurs personnes sans préjudicier à aucune est toujours un bien sur lequel on doit spéculer en Harmonie, où il est nécessaire de varier les plaisirs à l’infini »[réf. souhaitée].
Toutes les paraphilies ont cependant un dénominateur commun : il s’agit dans tous les cas d’une pulsion sexuelle nécessitant un passage à l’acte pour faire disparaître une tension. Il est important de distinguer parmi les paraphilies celles dont le passage à l’acte constitue nécessairement une atteinte à l’intégrité d’autrui, comme la pédophilie, l'exhibitionnisme sans consentement, par exemple. Denise Medico, sexologue clinicienne, enseignante à l’Université de Genève, a analysé les mécanismes qui permettent de distinguer parmi les paraphilies celles qui ont le caractère d’une perversion entraînant souffrance pour autrui (notamment la pédophilie) et celles exemptes de perversité (le fétichisme par exemple),[source insuffisante].
Beaucoup de communautés paraphiles, en particulier fétichistes et BDSM, considèrent l'étrangeté des pratiques sexuelles comme purement subjective et dépendante du contexte sociétal, et se basent sur des critères plus pragmatiques tels que le respect, le consentement mutuel et la gestion éclairée des risques pour juger une pratique.

### Critères diagnostiques (DSM)

#### DSM-Iet DSM-II
Dans la psychiatrie américaine, avec la première publication du DSM-I, les paraphilies étaient classées en tant que « personnalités psychopathes avec sexualité pathologique ». Le DSM-I (1952) inclut la déviation sexuelle en tant que trouble de la personnalité de sous-type psychopathe. La spécificité des troubles devait être classifiée en tant que « terme supplémentaire » aux diagnostics des déviations sexuelles ; ces exemples de terme supplémentaire du DSM-I incluent homosexualité, travestisme, pédophilie, fétichisme et sadisme sexuel. Il n'y avait aucune restriction dans le DSM-I sur ce que pouvait être ce terme supplémentaire.
Le DSM-II (1968) a maintenu l'utilisation du terme « déviations sexuelles », mais ne les assigne plus aux troubles de la personnalité, les catégorisant plutôt sous le terme de « troubles de la personnalité et certains autres troubles mentaux non psychotiques ». Les types de déviations sexuelles listés dans le DSM-II étaient : troubles de l'identité sexuelle (homosexualité), fétichisme, pédophilie, travestisme, exhibitionnisme, voyeurisme, sadisme, masochisme et « autre déviation sexuelle ». Aucune définition ou aucun exemple n’était donné pour la catégorie « autre déviation sexuelle », mais la catégorie générale de « déviation sexuelle » décrivait la préférence sexuelle des individus qui étaient « attirés par les objets plutôt que par les individus du sexe opposé, actes sexuels nécessairement non associés au coït, ou portés sur les coïts de circonstances bizarres, comme la nécrophilie, la pédophilie, le sadisme sexuel et le fétichisme ». À l'exception de la suppression de l'homosexualité dans le troisième ouvrage du DSM (DSM-III), cette définition générale a défini d'autres types de paraphilies dans les éditions du DSM, jusqu'au DSM-IV-TR.

#### DSM-IIIet DSM-IV-TR
Le terme « paraphilie » a été intronisé dans le DSM-III (1980) en tant que nouvelle catégorie des « troubles psychosexuels ». Les types de paraphilies listés étaient : fétichisme, travestisme, zoophilie, pédophilie, exhibitionnisme, voyeurisme, masochisme sexuel, sadisme sexuel et « paraphilie atypique ». Le DSM-III-R (1987) renomme cette catégorie en « troubles sexuels », paraphilie atypique en « paraphilie non spécifiée », affine la définition du travestisme en « travestissement fétichiste », ajoute frotteurisme et supprime zoophilie, le classant dans les paraphilies non spécifiées. Il classe également sept autres exemples de paraphilies non spécifiées, qui, parmi la zoophilie, incluent scatologie téléphonique, nécrophilie, partialisme, coprophilie, klysmaphilie et urophilie.
Le DSM-IV (1994) retient la classification des troubles sexuels pour les paraphilies, mais ajoute également la catégorie « troubles de l'identité sexuelle et des genres », qui les classifie. Le DSM-IV retient les mêmes types de paraphilies listés dans le DSM-III-R, incluant les exemples non spécifiés et intronisant certains changements aux définitions de types spécifiques.
Les paraphilies sont définies par le DSM-IV-TR comme troubles sexuels caractérisés par des « comportements intenses et récurrents sexuellement fantaisistes, des grandes envies sexuelles impliquant généralement (1) objets inanimés, (2) souffrance et humiliation de soi ou d'un partenaire (3) enfants ou autre personne non consentante durant une période de plus de 6 mois (Critère A), qui peut « cliniquement causer une détresse sociale, d'occupation, ou autre zone importante du fonctionnement » (Critère B). Le DSM-IV-TR décrit 8 troubles spécifiques de ce type (exhibitionnisme, fétichisme, frotteurisme, pédophilie, masochisme sexuel, sadisme sexuel, voyeurisme et travestissement fétichiste) parmi une neuvième catégorie, paraphilie non spécifiée. Le Critère B diffère de l'exhibitionnisme, du frotteurisme et de la pédophilie pour inclure l'acte de ses besoins, et du sadisme, acte de ses besoins sur une personne non consentante.
Certaines paraphilies peuvent interférer lors de relations sexuelles avec des partenaires consentants. D'après le DSM, « les paraphilies ne sont presque jamais diagnostiquées chez les femmes », mais certaines études sur les femmes ayant une ou plusieurs paraphilies ont été publiées.
Le DSM inclut les critères pour ces paraphilies :
- Exhibitionnisme - besoin ou comportement actuel d'exposer ses parties génitales à d'autres personnes ou d'agir sexuellement en public.
- Fétichisme sexuel - utilisation d'objets inanimés pour gagner une excitation sexuelle. Le partialisme se réfère au fétichisme d'une partie spécifique du corps.
- Objetsexualité - attribuant une personnalité à des objets
- Frotteurisme - besoin ou comportement actuel de toucher ou se frotter contre une personne non consentante.
- Pédophilie - préférence sexuelle pour les enfants [23].
- Masochisme sexuel - besoin ou comportement actuel de recherche d'humiliation, d'être tapé, soumis ou de souffrir en tant que plaisir sexuel.
- Sadisme sexuel - besoin ou comportement actuel de recherche de souffrance sur une autre personne en tant que plaisir sexuel.
- Travestissement fétichiste : attirance et excitation sexuelle dans le port des vêtements du sexe opposé[21],[24].
- Voyeurisme : besoin ou comportement actuel d'observer un individu non suspicieux nu, dénudé ou engageant des rapports sexuels[25],[26].

D'autres paraphilies non spécifiées incluent scatologie téléphonique, nécrophilie, partialisme, zoophilie, coprophilie, klysmaphilie, urophilie, émétophilie. Les paraphilies du DSM sont équivalentes à la section des « troubles sexuels non spécifiés » du CIM-9.
Le comportement sexuel en association avec des objets désignés en tant que plaisir sexuel n'est pas diagnostiqué dans le DSM-IV (DSM, p. 570).

#### DSM-V
Le DSM-V fait la distinction entre paraphilie et trouble paraphilique en précisant que la paraphilie n'est pas en elle-même un trouble mental. Le trouble paraphilique est alors défini comme une paraphilie associée à une souffrance cliniquement significative ou à une altération du fonctionnement social, professionnel ou dans d'autres domaines importants.

### Intensité et spécificité
Les cliniciens distinguent à travers les paraphilies optionnelles, préférées et exclusives, que la terminologie n'est pas complètement normalisée. Une paraphilie « optionnelle » est un moyen alternatif à l'attirance sexuelle. Par exemple, un homme ayant des intérêts sexuels autrement sans particularité pourrait parfois chercher ou intensifier son excitation sexuelle en portant des sous-vêtements féminins. Dans les paraphilies préférées, un individu préfère la paraphilie aux activités sexuelles, mais s'engage quand même dans des relations sexuelles. Par exemple, un homme peut préférer porter des sous-vêtements féminins durant ses activités, dès que possible. Dans les paraphilies exclusives, un individu est incapable d'être excité en l'absence de la paraphilie.

### Essais cliniques
Le traitement des paraphilies et autres troubles liés ont été testés par les patients et cliniciens. Auparavant[Quand ?] quand l’inconscient humain n’était que faiblement exploré , la castration chirurgicale était considérée comme thérapie pour les hommes atteints de pédophilie, mais elle a été abandonnée car certains gouvernements considéraient cette méthode comme cruelle, d'autant plus que l'accord et le consentement de l'individu ne sont objectivement pas indiqués. Les thérapies de groupe et la pharmacothérapie (dont le traitement hormonal anti-androgène souvent considéré comme « castration chimique ») ont été utilisés. D'autres traitements médicamenteux pour ces troubles existent cependant.